# Halowe Mistrzostwa Europy w Lekkoatletyce 1984 – bieg na 60 m przez płotki kobiet
Bieg na 60 metrów przez płotki kobiet – jedna z konkurencji biegowych rozgrywanych podczas halowych lekkoatletycznych mistrzostw Europy w  hali Scandinavium w Göteborgu. Eliminacje i bieg finałowy zostały rozegrane 3 marca 1984. Zwyciężyła reprezentantka Polski Lucyna Kałek. Tytułu zdobytego na poprzednich mistrzostwach nie broniła Bettine Jahn z Niemieckiej Republiki Demokratycznej.

## Rezultaty

### Eliminacje
Rozegrano 2 biegi eliminacyjne, do których przystąpiło 10 biegaczek. Awans do finału dawało zajęcie jednego z pierwszych trzech miejsc w swoim biegu (Q). Skład finału uzupełniły dwie zawodniczki z najlepszym czasem wśród przegranych (q).
Opracowano na podstawie materiału źródłowego.
Bieg 1
| Miejsce | Zawodniczka     | Czas | Uwagi |
| ------- | --------------- | ---- | ----- |
| 1       | Lucyna Kałek    | 7,94 | Q     |
| 2       | Wiera Akimowa   | 8,03 | Q     |
| 3       | Ulrike Denk     | 8,24 | Q     |
| 4       | Jitka Tesárková | 8,46 | q     |
| 5       | Semra Aksu      | 8,77 |       |

Bieg 2
| Miejsce | Zawodniczka      | Czas | Uwagi |
| ------- | ---------------- | ---- | ----- |
| 1       | Edith Oker       | 8,09 | Q     |
| 2       | Jordanka Donkowa | 8,22 | Q     |
| 3       | Marjan Olyslager | 8,26 | Q     |
| 4       | Anne Piquereau   | 8,57 | q     |
| 5       | Eva Tillberg     | 8,79 |       |

### Finał
Opracowano na podstawie materiału źródłowego.
| Miejsce | Zawodniczka      | Czas | Uwagi |
| ------- | ---------------- | ---- | ----- |
| 1       | Lucyna Kałek     | 7,96 |       |
| 2       | Wiera Akimowa    | 7,99 |       |
| 3       | Jordanka Donkowa | 8,09 |       |
| 4       | Edith Oker       | 8,14 |       |
| 5       | Ulrike Denk      | 8,14 |       |
| 6       | Marjan Olyslager | 8,21 | NR    |
| 7       | Jitka Tesárková  | 8,39 |       |
| 8       | Anne Piquereau   | 8,76 |       |